# Publicidade enganosa
Publicidade enganosa é o crime ou má conduta de publicar, transmitir ou de outra forma fazer circular publicamente um anúncio contendo uma declaração falsa, errônea ou enganosa, feita de forma intencional ou imprudente para promover a venda de propriedades, bens ou serviços ao público. Uma forma de publicidade enganosa é alegar que um produto tem um benefício para a saúde ou contém vitaminas ou minerais que de fato não contém. Muitos governos usam regulamentos para controlar a propaganda enganosa. Um anúncio falso pode ainda ser classificado como enganoso se o anunciante enganar deliberadamente o consumidor, em vez de cometer um erro de boa-fé.